# Praça de Naqsh-e Jahan

A Praça de Naqsh-e Jahan (ou Meidan Emam) (میدان نفش جهان) situa-se no centro da cidade de Isfahan e é uma das maiores praças do mundo. A praça está rodeada por importantes edificios da era safávida. A Mesquita Shah situa-se no lado sul desta praça. No lado oeste encontra-se o Palácio de Ali Qapu. A Mesquita de Sheikh Lotf Allah situa-se no lado este da praça e o lado norte abre através do Grande Bazar de Isfahan.